# Měděné nitroděložní tělísko

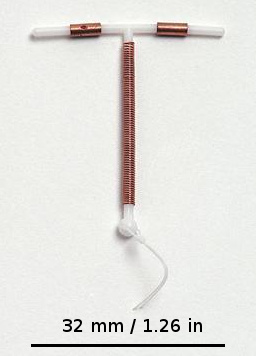
Měděné nitroděložní tělísko

Měděné nitroděložní tělísko je typ nitroděložního tělíska, které obsahuje měď. Používá se jako běžná forma dlouhodobé antikoncepce, ale i jako nouzová antikoncepce do pěti dnů po nechráněném pohlavním styku. Jedná se o jednu z nejúčinnějších forem antikoncepce s mírou selhání kolem 0,7 % během prvního roku používání. Tělísko je umístěno v děloze a vydrží až dvanáct let. Mohou jej užívat ženy všech věkových kategorií bez ohledu na to, zda měly či neměly děti. Po vyjmutí se plodnost rychle obnoví.
Nežádoucími účinky může být silná menstruace nebo může vzácně dojít k vypuzení tělíska. Nedoporučuje se osobám s vysokým rizikem sexuálně přenosných infekcí, protože během prvních tří týdnů po zavedení může zvýšit riziko hlubokého pánevního zánětu. Doporučuje se osobám, které mají intoleranci nebo špatně snášejí hormonální antikoncepci. Pokud žena se zavedeným nitroděložním tělískem otěhotní, doporučuje se jeho odstranění. Při nesprávném zavedení může velmi vzácně dojít k perforaci dělohy. Měděná nitroděložní tělíska jsou typ dlouhodobé reverzibilní antikoncepce. Funguje především jako spermicid.
Měděná nitroděložní tělíska se začala používat v 70. letech 20. století. Je na seznamu základních léčiv Světové zdravotnické organizace. Na celém světě je používá více než 170 milionů žen.

## Lékařské použití
Měděná nitroděložní tělíska jsou formou dlouhodobé reverzibilní antikoncepce a jsou jednou z jejích nejúčinnějších dostupných forem. Typ rámu a množství mědi může mít vliv na účinnost jednotlivých modelů. Míra selhání po jednom roce používání se u různých modelů pohybuje mezi 0,1 a 2,2 %. Nejnižší míru selhání mají modely ve tvaru T s mědí o ploše 380 mm². TCu 380A (ParaGard) má míru selhání během prvního roku 0,8 % a kumulativní míru selhání během 12 let 2,2 %. V průběhu 12letého používání vykazují modely s menší plochou mědi vyšší míru selhání. TCu 220A má míru selhání během 12 let 5,8 %. U bezrámového tělíska GyneFix je míra selhání během prvního roku méně než 1 %. Starší modely nitroděložních tělísek s nižší účinností se ve světě již nevyrábějí.
Na rozdíl od jiných forem reverzibilní antikoncepce je u měděných nitroděložních tělísek míra selhání při typickém i správném použití stejná, protože chování uživatelky nemá na míru selhání nitroděložního tělíska vliv. Studie dostupných měděných nitroděložních tělísek ve tvaru T z roku 2008 doporučila jako první volbu pro měděná nitroděložní tělíska modely TCu 380A a TCu 280S, protože mají nejnižší míru selhání a nejdelší životnost. Účinnost měděného nitroděložního tělíska (míra selhání 0,8 %) je v prvním roce používání srovnatelná s podvázáním vejcovodů (míra selhání 0,5 %). Účinky měděného nitroděložního tělíska jsou však reverzibilní, což lze považovat za výhodu nebo nevýhodu v závislosti na tom, jaké jsou cíle antikoncepce.

### Nouzová antikoncepce
V roce 1976 bylo poprvé zjištěno, že měděné nitroděložní tělísko lze použít i jako nouzovou antikoncepci. Měděné nitroděložní tělísko je nejúčinnější formou nouzové antikoncepce. Je účinnější než současně dostupné hormonální antikoncepční tablety. Míra otěhotnění v případě použití měděného nitroděložního tělíska jako nouzové antikoncepce je 0,09 %. Lze jej použít až pět dní po nechráněném pohlavním styku a jeho účinnost se během těchto pěti dní nesnižuje. Další výhodou je, že může být nadále používáno jako forma běžné antikoncepce po dobu 10–12 let od zavedení.

### Vyjmutí aobnovení plodnosti
Vyjmutí měděného nitroděložního tělíska by měl rovněž provést kvalifikovaný lékař. Bylo prokázáno, že po odstranění tělíska se plodnost rychle vrací na předchozí úroveň. Podle jedné studie byl u žen používajících TCu 380Ag medián doby od vyjmutí do plánovaného těhotenství tři měsíce.

## Nežádoucí účinky
Vypuzení: Někdy může dojít k samovolnému vypuzení měděného nitroděložního tělíska z dělohy. Vypuzení může nastat v 2,2 % až 11,4 % během prvních deseti let. Neobvyklý vaginální výtok, křeče nebo bolest, špinění mezi menstruacemi, postkoitální špinění, dyspareunie nebo absence či prodloužení strumy mohou být příznaky možného vypuzení. Pokud k vypuzení dojde, žena není chráněna před otěhotněním. Pokud je měděné nitroděložní tělísko znovu zavedeno poté, co došlo k vypuzení, bylo jednou studií odhadnuto riziko opětovného vypuzení na přibližně jednu třetinu případů po jednom roce. Magnetická rezonance může způsobit posunutí měděného nitroděložního tělíska, a proto se doporučuje zkontrolovat umístění nitroděložního tělíska před magnetickou rezonancí i po ní.
Perforace: Velmi vzácně může nitroděložní tělísko projít děložní stěnou. Riziko perforace závisí především na zručnosti lékaře, který zavádění provádí. V případě zkušených lékařů je riziko perforace jedno z tisíce zavedení nebo menší. Doporučuje se poradit se s gynekologem, který má vybavení pro správné zavedení nitroděložního tělíska, a zkontrolovat, zda se během následujících měsíců po zavedení nepohybuje.
Infekce: Zavedení měděného nitroděložního tělíska představuje během prvních 21 dnů po zavedení přechodné riziko hlubokého pánevního zánětu. Jedná se však o malé riziko, které lze přičíst již existující infekci kapavky nebo chlamydiózy v době zavedení, nikoliv nitroděložnímu tělísku samotnému. Preventivní procedury mají jen malý nebo žádný vliv na průběh kapavky nebo chlamydiózy, ale jsou důležité pro ochranu pacientů i lékařů před infekcemi obecně. Mezi tyto preventivní postupy patří mytí rukou a následné použití rukavic, čištění děložního čípku a pochvy, minimální kontakt s nesterilními povrchy (technika zavádění bez dotyku) a po zákroku opětovné mytí rukou a dezinfekce nástrojů. Tělísko po zavedení samo o sobě nepředstavuje zvýšené riziko hlubokého pánevního zánětu.
Křeče: Některé ženy mohou v důsledku rozšíření děložního čípku během zavádění nitroděložního tělíska a bezprostředně poté pociťovat křeče. Použití nesteroidních antiflogistik nebo lokálního anestetika před zákrokem často nepříjemné stavy redukuje. Misoprostol užitý 6–12 hodin před zavedením může pomoci při dilataci děložního čípku. Některé ženy mohou mít křeče po dobu jednoho až dvou týdnů po zavedení.
Silnější menstruace: Měděné nitroděložní tělísko může zesílit menstruační krvácení. Po zavedení měděného nitroděložního tělíska může menstruační krvácení zasílit v průměru o 20–50 %; tento příznak může u některých žen po 3 až 6 měsících vymizet.
Nepravidelné krvácení a špinění: U některých žen může měděné nitroděložní tělísko během prvních 3 až 6 měsíců po zavedení způsobit špinění mezi menstruacemi.
Těhotenství: Ačkoli je to vzácné, pokud dojde k otěhotnění se zavedeným měděným nitroděložním tělískem, může způsobit nežádoucí účinky. Riziko mimoděložního těhotenství u žen používajících nitroděložní tělísko je nižší než riziko mimoděložního těhotenství u žen, které nepoužívají žádnou formu antikoncepce. Nicméně u těhotenství, ke kterým dojde během užívání nitroděložního tělíska, je vyšší než očekávané procento (3–4 %) mimoděložních. Pokud dojde k otěhotnění se zavedeným nitroděložním tělískem, je vyšší riziko potratu nebo předčasného porodu. Pokud k tomu dojde a vlákna nitroděložního tělíska jsou viditelná, měl by jej lékař okamžitě vyjmout. Ačkoli nitroděložní tělísko Dalkův štít bylo spojováno se septickými potraty (infekce spojené s potratem), u jiných značek nitroděložního tělíska tomu tak není. Nitroděložní tělíska rovněž nejsou spojována s vrozenými vadami.
Toxicita mědi: Existují neoficiální důkazy o spojitosti měděných nitroděložních tělísek s případy toxicity mědi.

### Kontraindikace
Kategorie 3 označuje případy, kdy teoretická nebo prokázaná rizika obvykle převažují nad výhodami zavedení měděného nitroděložního tělíska. Kategorie 4 označuje případy, které v případě zavedení měděného nitroděložního tělíska představují nepřijatelné zdravotní riziko.
Ženy by niktroděložní tělísko používat neměly, pokud:
(kategorie 4)
- jsou těhotné nebo by těhotné být mohly
- mají určité děložní abnormality
- mají maligní gestační trofoblastickou nemoc
- mají nebo mohou mít sexuálně přenosnou nemoc
- v posledních třech měsících prodělaly nebo mohly prodělat pánevní infekci
- mají tuberkulózu pánve
- mají neobjasněné abnormální vaginální krvácení
- mají neléčenou rakovinu děložního čípku
- mají rakovinu dělohy
- prodělaly septické těhotenství nebo potrat

(kategorie 3)
- jsou 48 hodin až čtyři týdny po porodu (zvýšené riziko vypuzení tělíska při zavedení po porodu v tomto časovém období)
- mají AIDS (v případě že nejsou klinicky v pořádku a na antiretrovirální léčbě)
- mají benigní gestační trofoblastickou nemoc
- mají rakovinu vaječníků
- mají vysokou pravděpodobnost nákazy kapavkou nebo chlamydiózou